# قانون اساسی ایالات متحده آمریکا

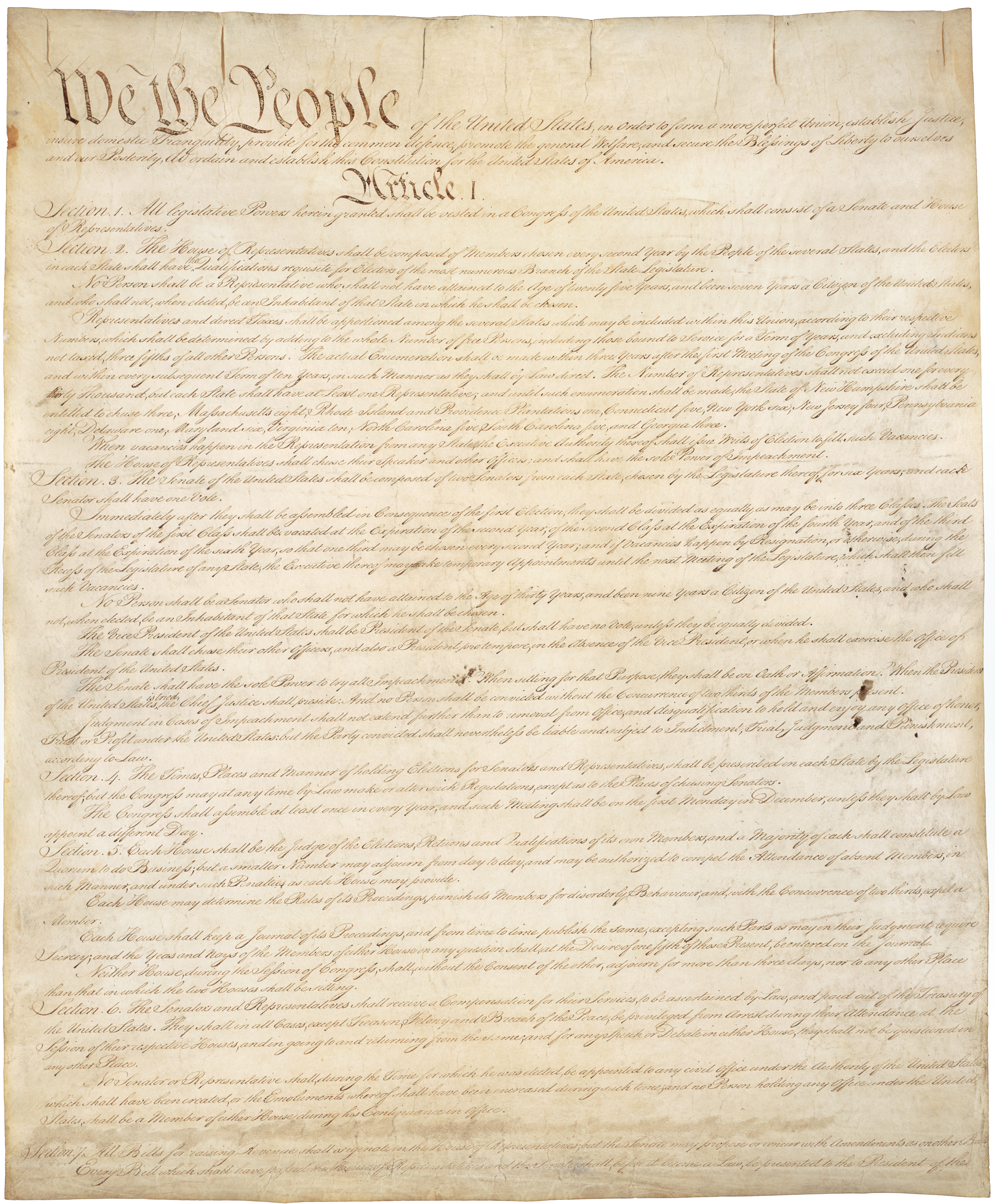
صفحه اول از نسخه اصلی قانون اساسی ایالات متحده که در سال ۱۷۸۹ میلادی نوشته شد.

قانون اساسی ایالات متحده آمریکا که در سال ۱۷۸۹ به تصویب رسید، یکی از قدیمی‌ترین قانون‌های اساسی موجود جهان است و در طول بیش از ۲۳۶ سال هنوز به قوت خود باقی است. در حقیقت هیچگاه قانون اساسی ایالات متحده تغییر نکرده و صرفاً اصلاحیه‌هایی به آن افزوده شده‌است. به همین دلیل، قانون اساسی این کشور از ثبات و انسجام فراوانی برخوردار است و به عنوان یک میراث ملی در میان مردم آمریکا شناخته می‌شود.
اصول این قانون از هفت فصل تشکیل شده که هر یک از فصول چندین بخش را دربرمی‌گیرد. روح کلی حاکم بر قانون اساسی بر سه محور اصلی قرار دارد که به عنوان محورهای غیرقابل تغییر در نظر گرفته شده‌اند. این سه محور عبارت‌اند از:
- تفکیک قوا در ایالات متحده آمریکا
- نظام انتخاباتی در ایالات متحده آمریکا
- نظام فدرالی ایالات متحده آمریکا

هر یک از این اصول غیرقابل تغییر نیز در آرمان‌ها و اهداف رهبران استقلال و بنیانگذاران ایالات متحده ریشه دارد. بسیاری از مهاجران اروپایی و بازرگانان که از کنترل سیاسی و اقتصادی بریتانیا بر همه ارکان این کشور ناراضی بودند، هرگونه استبداد مطلقه را نفی کردند و برابری - البته برابری سفیدپوستان ـ را سرلوحه روابط اجتماعی خود قرار دادند.
به دلیل وجود اعلامیه استقلال و خروج مستعمرات از حیطه کنترل حکومت بریتانیا، قانون اساسی ایالات متحده تدوین و جایگزین قواعد نظام حقوقی بریتانیا شد. گرچه قانون اساسی ۱۱ سال پس از امضای اعلامیه استقلال تنظیم شد ولی قانون اساسی جدید دربردارنده حکومتی با آزادی‌هایی بود که نویسندگان آن را پیش‌بینی کرده بودند. رؤیای آن‌ها ایجاد سه قوه مجزا برای حکومت بود: مقننه، مجریه و قضاییه. هر قوه اختیار تعدیل بخشی از حکومت را داشت به نحوی که یک قوه از حکومت هرگز تسلط کامل بر زندگی شهروندان آمریکایی نداشت.
بنیانگذاران آمریکا تلاش کردند تا سر حد امکان در اعلامیه استقلال ایالات متحده آمریکا و همچنین در سند قانون اساسی، نظام حکومتی جدید را به گونه‌ای طراحی کنند که از قدرت گرفتن فرد یا گروهی جلوگیری به عمل آورد و اجازه ندهد آزادی‌های فردی و اجتماعی شهروندان خدشه‌دار شود. این اصول در منشور حقوق تجلی یافت. به‌علاوه حفظ وحدت میان مستعمرات سیزده‌گانه و نفی سلطه دولت فدرال بر دولت‌های ایالتی نیز یکی دیگر از دغدغه‌های بنیانگذاران کشور جدید بود. این موارد بخش عمده‌ای از اصول و بندهای سند قانون اساسی را بر خود اختصاص داده‌است.

## تغییر قانون اساسی

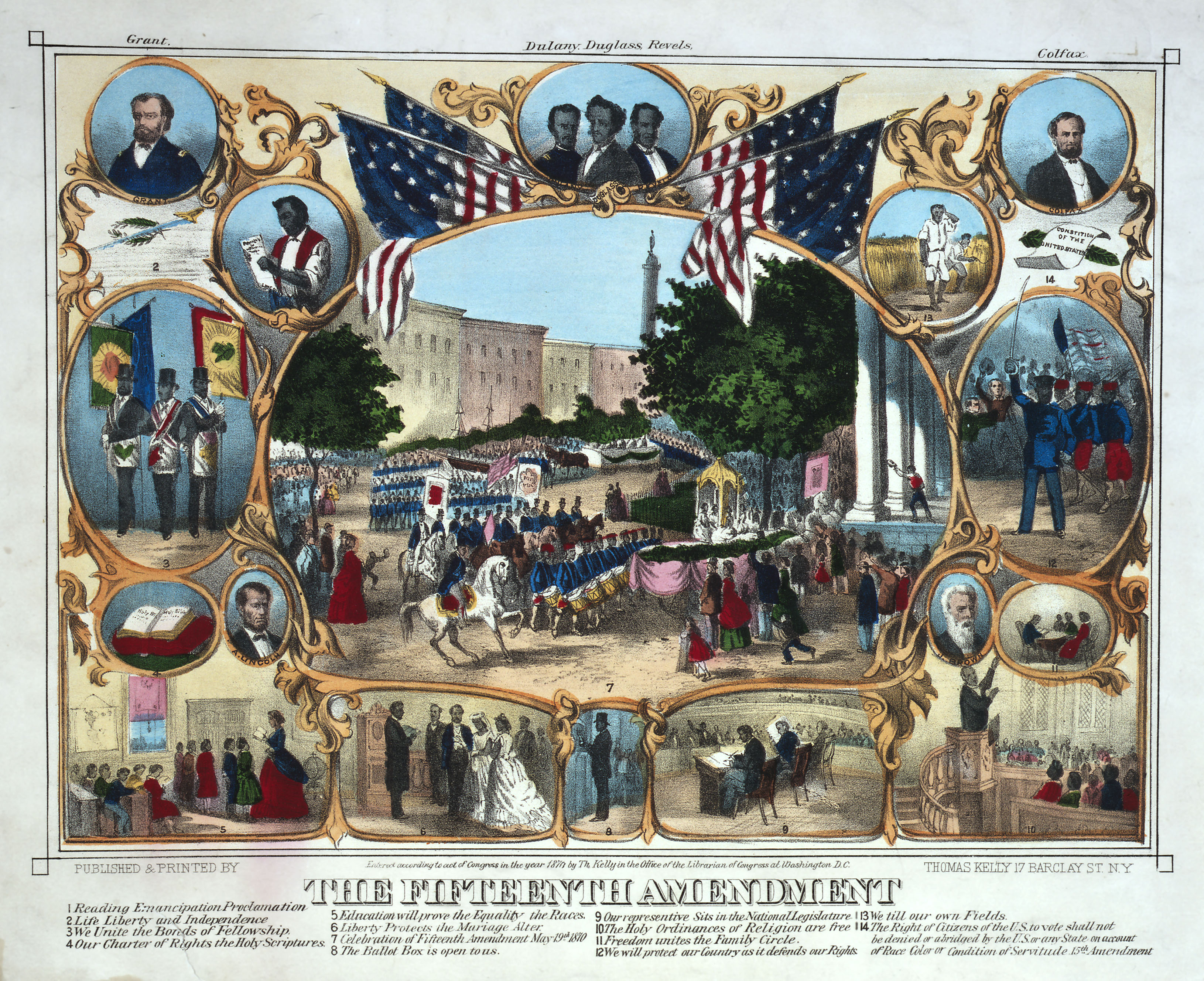
نگاره‌ای از جشن و سرور بمناسبت تصویب متمم پانزدهم در ۱۸۷۰

در فصل پنجم قانون اساسی کشور ایالات متحده آمریکا شیوه تصویب اصلاحیه‌های قانون اساسی تشریح شده‌است. از این طریق امکان الحاق بندهایی به قانون اساسی امکان‌پذیر می‌شود، بدون آنکه نیازی به تغییر قانون اساسی باشد.
در قانون اساسی چهار شیوه برای تصویب اصلاحیه پیش‌بینی شده‌است. در اولین شیوه، پیشنهاد اصلاح قانون اساسی توسط دو سوم اعضاء کنگره ایالات متحده آمریکا بررسی، تصویب، و برای تصویب نهایی به مجالس ایالت‌ها ارسال می‌شود. بعد از تأیید سه چهارم مجالس ایالتی، آن پیشنهاد به عنوان اصلاحیه جدید به قانون اساسی افزوده می‌شود.
شیوه دوم به این صورت است که پس از تصویب پیشنهاد اصلاحیه توسط دو سوم نمایندگان کنگره، این پیشنهاد به جای ارسال به مجالس قانونگذاری ایالت‌ها، به کنوانسیون‌های ملی ایالت‌ها فرستاده می‌شود و اگر سه چهارم ایالت‌ها آن را تصویب کنند، جنبه قانونی بخود خواهد گرفت.
تاکنون از ۲۷ اصلاحیه قانون اساسی که از سال ۱۷۸۹ به تصویب رسیده، ۲۶ مورد با استفاده از شیوه نخست و یک مورد به شیوه دوم تصویب شده‌اند که آن یک مورد نیز مربوط به اصلاحیه بیست ویکم در سال ۱۹۳۳ است.
ده متمم نخست آن به منشور حقوق موسوم است. متمم‌ها به پیشنهاد جیمز مدیسون بود؛ کسی که درنهایت چهارمین رئیس‌جمهور ایالات متحده آمریکا شد.
متمم‌ها، قانون اساسی آمریکا را تغییر می‌دهند یا چیزی به آن اضافه می‌کنند. این تغییرات می‌تواند به دو شیوه متفاوت صورت گیرد. نخست این‌که ابتدا دو سوم هر دو مجلس نمایندگان و سنا آن را تصویب کنند. سپس تصویب سه چهارم مجالس پنجاه ایالت را لازم دارد تا متمم تصویب شود. دومین شیوه اصلاح قانون اساسی بدین صورت است که دو سوم اعضای کنگره آن را مطرح می‌کنند که باید این پیشنهاد به تصویب دوسوم اکثریت برسد. یک مثال از تغییر قانون اساسی مربوط به نوزدهمین متمم آن در سال ۱۹۱۹ بود که به زنان حق رأی اعطا کرد. آخرین چالش عمده در خصوص قانون اساسی در سال ۱۹۷۲ اتفاق افتاد که در رابطه با متمم حقوق برابر بود؛ با این همه موفق به دریافت تعداد رأی لازم از سوی ایالات نشد.
دو شیوه دیگر اگر چه در قانون اساسی پیش‌بینی شده اما تاکنون در تاریخ ایالات متحده به مرحله اجرا گذاشته نشده‌است. در این دو شیوه ابتدا پیشنهاد تصویب اصلاحیه قانون اساسی از سوی کنوانسیون‌های ملی به کنگره داده می‌شود و کنگره باید آن را با دو سوم آراء تأیید کند و سپس برای تصویب نهایی یا به مجالس قانونگذاری ایالت‌ها ارسال می‌شود یا اینکه در اختیار کنوانسیون‌های ملی قرار می‌گیرد. اما به هر حال در هر دوحالت، سه چهارم مجالس قانونگذاری ایالت‌ها یا کنوانسیون‌های ملی باید این پیشنهاد را تصویب کند تا جنبه قانونی به خود گیرد.
- منشور حقوق ایالات متحده آمریکا (اصلاحیه ۱ تا ۱۰)
- اصلاحیه یازدهم قانون اساسی ایالات متحده آمریکا
- اصلاحیه دوازدهم قانون اساسی ایالات متحده آمریکا
- اصلاحیه سیزدهم قانون اساسی ایالات متحده
- اصلاحیه چهاردهم قانون اساسی ایالات متحده
- اصلاحیه پانزدهم قانون اساسی ایالات متحده آمریکا
- اصلاحیه شانزدهم قانون اساسی ایالات متحده آمریکا
- اصلاحیه هفدهم قانون اساسی ایالات متحده آمریکا
- اصلاحیه هجدهم قانون اساسی ایالات متحده آمریکا
- اصلاحیه نوزدهم قانون اساسی ایالات متحده آمریکا
- اصلاحیه بیستم قانون اساسی ایالات متحده آمریکا
- اصلاحیه بیست و یکم قانون اساسی ایالات متحده آمریکا
- اصلاحیه بیست و دوم قانون اساسی ایالات متحده آمریکا
- اصلاحیه بیست و سوم قانون اساسی ایالات متحده آمریکا
- اصلاحیه بیست و چهارم قانون اساسی ایالات متحده آمریکا
- اصلاحیه بیست و پنجم قانون اساسی ایالات متحده آمریکا
- اصلاحیه بیست و ششم قانون اساسی ایالات متحده آمریکا
- اصلاحیه بیست و هفتم قانون اساسی ایالات متحده آمریکا

## نگارخانه

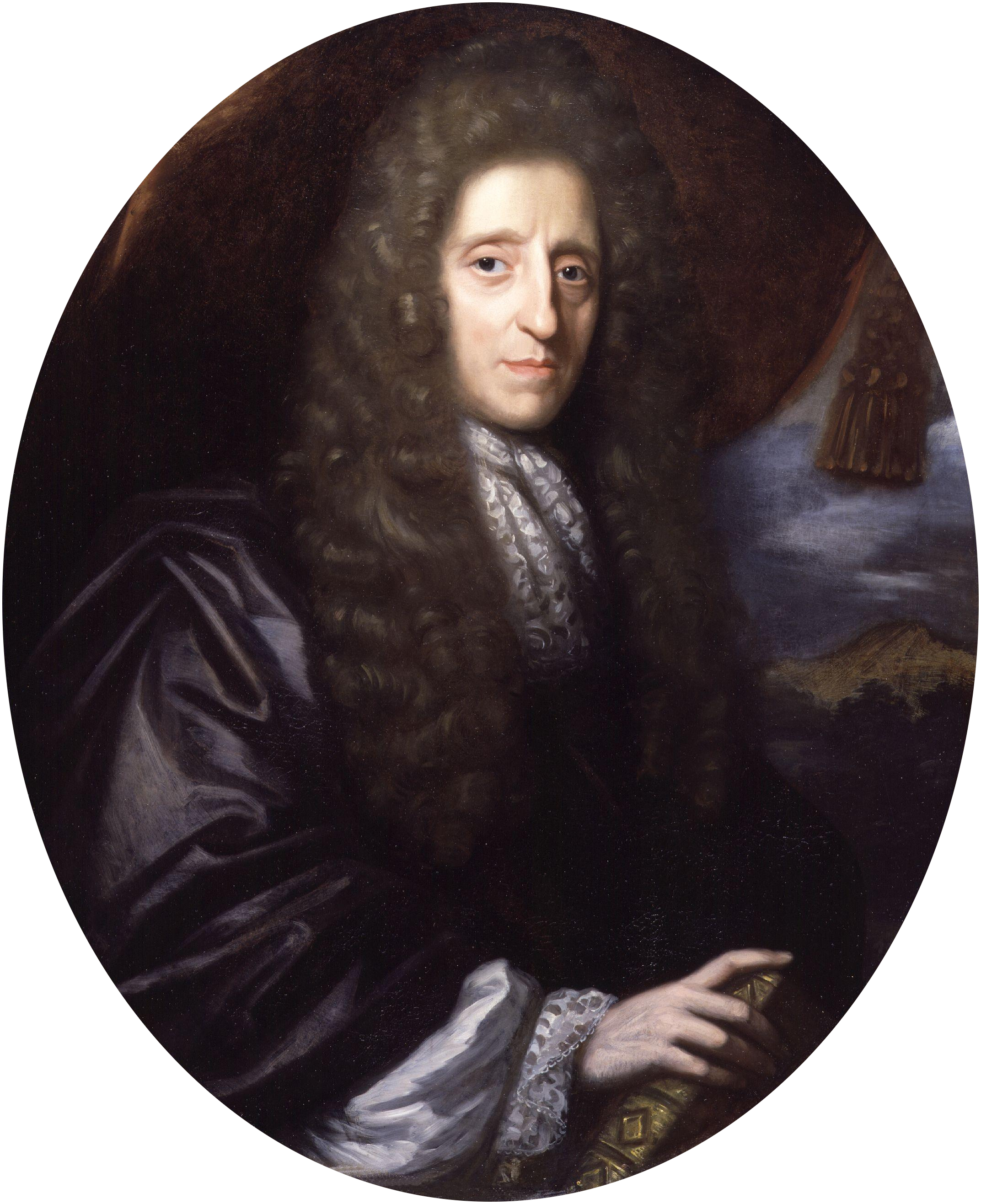